# Argentinië op de Olympische Zomerspelen 1968
Argentinië nam deel aan de Olympische Zomerspelen 1968 in Mexico-Stad, Mexico. Het land vaardigde 84 mannen en 5 vrouwen af. Voor het eerst sinds 1924 werd er geen goud of zilver gewonnen. Twee bronzen medailles was het resultaat.

## Medailles
| Sport  | Olympiër        | Onderdeel | Medaille |
| ------ | --------------- | --------- | -------- |
| Boksen | Mario Guilloti  | -67kg (m) | Brons    |
| Roeien | Alberto Demiddi | skiff (m) | Brons    |

## Resultaten per onderdeel

### Atletiek
| Olympiër           | Discipline               | Resultaat | Prestatie                                       |
| ------------------ | ------------------------ | --------- | ----------------------------------------------- |
| Andrés Calonge     | 100m (m)                 | 25e       | serie 9: 2e in 10,44 kwartfinale 1: 5e in 10,39 |
| Andrés Calonge     | 200m (m)                 | 22e       | serie 9: 2e in 20,81 kwartfinale 3: 6e in 21,03 |
| Juan Carlos Dyrzka | 400m (m)                 | 28e       | serie 8: 4e in 47,02 kwartfinale 2: 7e in 46,85 |
| Guillermo Cuello   | 800m (m)                 | DNF       | niet gefinisht                                  |
| Juan Carlos Dyrzka | 400m horden (m)          | 10e       | serie 2: 1e in 49,8 halve finale 1: 5e in 49,80 |
| Domingo Amaizón    | 3000m steeplechase (m)   | 32e       | serie 1: 12e in 9.43,06                         |
| Enrico Barney      | polsstokhoogspringen (m) | 17e       | kwalificatie Groep B: 6e met 4,80m              |
|                    |                          |           |                                                 |
| Alicia Kaufmanas   | 100m (v)                 | 30e       | serie 2: 6e in 11,8                             |
| Alicia Kaufmanas   | 200m (v)                 | 30e       | serie 4: 5e in 24,40                            |

### Boksen
| Olympiër             | Discipline | Resultaat | Prestatie |
| -------------------- | ---------- | --------- | --- |
| Robert Urretavizcaya | -48kg (m)  | 9e        | 1e ronde: W van DOM Espinal: walk-over 2e ronde: V van AUS Donovan: 0-5                                                                               |
| Tito Pereyra         | -51kg (m)  | 9e        | 1e ronde: W van AUS Carney: 4-1 2e ronde: V van JPN Nakamura: 0-5                                                                                     |
| Domingo Casco        | -54kg (m)  | 9e        | 1e ronde: vrij 2e ronde: W van TUN Ladjili: 3-2 3e ronde: V van MEX Cervantes: gediskwalificeerd                                                      |
| Miguel García        | -57kg (m)  | 9e        | 1e ronde: W van CUB Oduardo: 3-2 2e ronde: W van ROU Simion: 5-0 3e ronde: V van KEN Waruingi: 1-4                                                    |
| Pedro Agüero         | -60kg (m)  | 9e        | 1e ronde: W van PHI Arpón: 3-2 2e ronde: W van SUD Sheed: 5-0 3e ronde: V van ITA Petriglia: 2-3                                                      |
| Mario Guilloti       | -67kg (m)  | Brons     | 1e ronde: vrij 2e ronde: W van UGA Kajjo: 4-1 3e ronde: W van CAN Paduano: 5-0 kwartfinale: W van USA Muñíz: 4-1 halve finale: V van CMR Bessala: 0-5 |
| Víctor Galíndez      | -71kg (m)  | 17e       | 1e ronde: V van ITA Bentini: 0-5 |

### Gewichtheffen
| Olympiër    | Discipline | Resultaat | Prestatie              |
| ----------- | ---------- | --------- | ---------------------- |
| Oscar Nobua | -90kg (m)  | DNF       | drukken: 24e met 125kg |

### Hockey
| Olympiër | Discipline | Resultaat | Prestatie |
| --- | ---------- | --------- | --- |
| Eduardo Guelfand Armando Cicognini Jorge Piccioli Osvaldo Monti Fernando Calp Jorge Tanuscio Eduardo Anderson Héctor Marinoni Gerardo Lorenzo Alberto Disera Rodolfo Monti Jorge Sabbione Gabriel Scally Daniel Portugués Alfredo Quaquarini Jorge Giannini Carlos Kenny Jorge Suárez | mannen     | 14e       | groepsfase: 7e V van Groot-Brittannië: 2-0 V van Nederland: 7-0 G tegen Maleisië: 1-1 V van Pakistan: 5-0 V van Kenia: 2-1 V van Australië: 3-1 W van Frankrijk: 1-0 13/14e plek: V van Japan: 2-0 |

| Groep B |                  |             |             |             |             |            |            |            |        |
| #       | Land             | Wedstrijden | Wedstrijden | Wedstrijden | Wedstrijden | Doelpunten | Doelpunten | Doelpunten | Punten |
| #       | Land             | G           | W           | G           | V           | V          | T          | Saldo      | Punten |
| 1       | Pakistan         | 7           | 7           | 0           | 0           | 23         | 4          | +19        | 14     |
| 2       | Australië        | 7           | 4           | 1           | 2           | 12         | 5          | +7         | 9      |
| 3       | Kenia            | 7           | 4           | 1           | 2           | 11         | 6          | +5         | 9      |
| 4       | Nederland        | 7           | 4           | 0           | 3           | 11         | 11         | 0          | 8      |
| 5       | Frankrijk        | 7           | 2           | 1           | 4           | 2          | 5          | −3         | 5      |
| 6       | Groot-Brittannië | 7           | 2           | 1           | 4           | 6          | 8          | −2         | 5      |
| 7       | Argentinië       | 7           | 1           | 1           | 5           | 4          | 20         | −16        | 3      |
| 8       | Maleisië         | 7           | 0           | 3           | 4           | 2          | 12         | −10        | 3      |

| Ronde         | Datum | Lokale tijd | MEZT        | Plaats           | Land | Score      | Land |
| ------------- | ----- | ----------- | ----------- | ---------------- | ---- | ---------- | ---- |
| Groepsfase    |       |             |             |                  |      |            |      |
| 13 oktober    | 16:00 | 23:00       | Mexico-Stad | Groot-Brittannië | 2-0  | Argentinië |      |
| 14 oktober    | 12:00 | 19:00       | Mexico-Stad | Nederland        | 7-0  | Argentinië |      |
| 16 oktober    | 12:30 | 19:30       | Mexico-Stad | Maleisië         | 1-1  | Argentinië |      |
| 17 oktober    | 12:00 | 19:00       | Mexico-Stad | Pakistan         | 5-0  | Argentinië |      |
| 19 oktober    | 11:00 | 18:00       | Mexico-Stad | Kenia            | 2-1  | Argentinië |      |
| 20 oktober    | 12:00 | 19:00       | Mexico-Stad | Australië        | 3-1  | Argentinië |      |
| 14 oktober    | 14:00 | 07:00       | Mexico-Stad | Argentinië       | 1-0  | Frankrijk  |      |
| 13/14e plaats |       |             |             |                  |      |            |      |
| 23 oktober    | 12:30 | 19:30       | Mexico-Stad | Japan            | 2-0  | Argentinië |      |

### Paardensport
| Olympiër                                                            | Discipline                 | Resultaat | Prestatie |
| ------------------------------------------------------------------- | -------------------------- | --------- | --- |
| José Eugenio Acosta                                                 | eventing individueel       | 29e       | dressuur: 41e met 110,01 strafpunten crosscountry: 34e met 155,20 strafpunten springconcours: 18e met 12,75 strafpunten totaal: 277,96 strafpunten |
| Jorge Bedoya                                                        | eventing individueel       | DNF       | dressuur: 26e met 91,50 strafpunten crosscountry: gediskwalificeerd                                                                                |
| Carlos Moratorio                                                    | eventing individueel       | 33e       | dressuur: 6e met 68,01 strafpunten crosscountry: 39e met 294 strafpunten springconcours: 6e met 1,25 strafpunten totaal: 363,26 strafpunten        |
| Roberto Pistarini                                                   | eventing individueel       | DNF       | dressuur: 25e met 90,00 strafpunten crosscountry: 33e met 150 strafpunten springconcours: gediskwalificeerd                                        |
| José Eugenio Acosta Jorge Bedoya Carlos Moratorio Roberto Pistarini | eventing team              | DNF       | dressuur: 8e met 249,51 strafpunten crosscountry: 11e met 599,20 strafpunten springconcours: niet gefinisht                                        |
| Jorge Amaya                                                         | springconcours individueel | DNF       | 1e ronde: gediskwalificeerd |
| Carlos D'Elia                                                       | springconcours individueel | 13e       | 1e ronde: 9e met 8 strafpunten 2e ronde: 11e met 12 strafpunten totaal: 20 strafpunten                                                             |
| Argentino Molinuevo, Jr.                                            | springconcours individueel | 7e        | 1e ronde: 9e met 8 strafpunten 2e ronde: 4e met 8 strafpunten totaal: 16 strafpunten                                                               |
| Jorge Amaya Argentino Molinuevo, Jr. Carlos D'Elia                  | springconcours team        | 13e       | 1e ronde: 10e met 113,50 strafpunten 2e ronde: 141e met 161,50 strafpunten totaal: 275 strafpunten                                                 |

### Roeien
| Olympiër                                                                                   | Discipline   | Resultaat | Prestatie                                                                        |
| ------------------------------------------------------------------------------------------ | ------------ | --------- | -------------------------------------------------------------------------------- |
| Alberto Demiddi                                                                            | skiff (m)    | Brons     | serie 1: 2e in 7.49,78 halve finale 2: 2e in 7.47,98 finale: 3e in 7.49,85       |
| Diego Nedelcu Carlos Otero Rostislav Peterka                                               | twee-met (m) | 11e       | serie 2: 4e in 8.20,38 herkansingen: 3e in 8.03,62 halve finale 1: 5e in 8.09,75 |
| Hugo Aberastegui Juan Carlos Gómez Rolando Locatelli José María Robledo Guillermo Segurado | vier-met (m) | 8e        | serie 1: 4e in 7.11,52 herkansingen: 1e halve finale 1: 4e in 7.02,25            |

### Schermen
| Olympiër                                                          | Discipline      | Resultaat | Prestatie                                             |
| ----------------------------------------------------------------- | --------------- | --------- | ----------------------------------------------------- |
| Alberto Balestrini                                                | degen (m)       | 60e       | 1e ronde Groep G: 6e (1-4)                            |
| Guillermo Obeid                                                   | degen (m)       | 59e       | 1e ronde Groep F: 6e (1-4)                            |
| Omar Vergara                                                      | degen (m)       | 39e       | 1e ronde Groep C: 2e (3-2) 2e ronde Groep F: 6e (1-4) |
| Alberto Balestrini Guillermo Obeid Guillermo Saucedo Omar Vergara | degen team (m)  | 18e       | 1e ronde Groep C: 4e (0-2)                            |
| Orlando Nannini                                                   | floret (m)      | 62e       | 1e ronde Groep D: 6e (1-4)                            |
| Evaristo Prendes                                                  | floret (m)      | 49e       | 1e ronde Groep A: 5e (0-4)                            |
| Guillermo Saucedo                                                 | floret (m)      | 25e       | 1e ronde Groep G: 1e (3-1) 2e ronde Groep G: 2e (4-1) |
| Orlando Nannini Evaristo Prendes Guillermo Saucedo Omar Vergara   | floret team (m) | 14e       | 1e ronde Groep D: 3e (0-2)                            |
| Juan Carlos Frecia                                                | sabel (m)       | 38e       | 1e ronde Groep C: 7e (0-6)                            |
| Alberto Lanteri                                                   | sabel (m)       | 32e       | 1e ronde Groep B 6e (2-4)                             |
| Román Quinos                                                      | sabel (m)       | 28e       | 1e ronde Groep D: 5e (2-4)                            |
| Juan Carlos Frecia Alberto Lanteri Román Quinos Guillermo Saucedo | sabel team (m)  | 11e       | 1e ronde Groep C: 3e (0-2)                            |
|                                                                   |                 |           |                                                       |
| Sylvia Iannuzzi-San Martín                                        | floret (v)      | 37e       | 1e ronde Groep F: 7e (1-5)                            |

### Schietsport
| Olympiër                | Discipline              | Resultaat | Prestatie             |
| ----------------------- | ----------------------- | --------- | --------------------- |
| Oscar Cervo             | 25m snelvuurpistool (m) | 38e       | 575 punten: (287-288) |
| Nelson Torno            | 25m snelvuurpistool (m) | 44e       | 571 punten: (286-285) |
| Rodolfo Guarnieri       | trap (m)                | 22e       | 190 punten            |
| Juan Ángel Martini, Jr. | trap (m)                | 24e       | 190 punten            |

### Wielersport
| Olympiër                                                                   | Discipline                    | Resultaat | Prestatie                                                                                        |
| Baan                                                                       | Baan                          | Baan      | Baan                                                                                             |
| -------------------------------------------------------------------------- | ----------------------------- | --------- | ------------------------------------------------------------------------------------------------ |
| José Pittaro                                                               | sprint (m)                    | 9e        | ronde 1 serie 4: 2e herkansing ronde 1: 1e in 11,41 2e ronde serie 3: 2e herkansing ronde 2: 3e  |
| Carlos Roqueiro                                                            | sprint (m)                    | 9e        | ronde 1 serie 13: 2e herkansing ronde 1: 1e in 11,15 2e ronde serie 8: 3e herkansing ronde 2: 2e |
| Juan Alberto Merlos                                                        | individuele achtervolging (m) | 12e       | kwalificatie: 12e in 4.47,81                                                                     |
| Carlos Miguel Álvarez Roberto Breppe Ernesto Contreras Juan Alberto Merlos | ploegenachtervolging (m)      | 9e        | serie 5: 2e in 4.26,22                                                                           |
| José Pittaro                                                               | 1000m tijdrit (m)             | 9e        | 1.05,57                                                                                          |
| Weg                                                                        |                               |           |                                                                                                  |
| Juan Alves                                                                 | wegwedstrijd (m)              | DNF       | niet gefinisht                                                                                   |
| Roberto Breppe                                                             | wegwedstrijd (m)              | 40e       | 4:48.07                                                                                          |
| Héctor Cassina                                                             | wegwedstrijd (m)              | DNF       | niet gefinisht                                                                                   |
| Gerardo Cavallieri                                                         | wegwedstrijd (m)              | DNF       | niet gefinisht                                                                                   |
| Carlos Miguel Álvarez Roberto Breppe Ernesto Contreras Juan Alberto Merlos | ploegentijdrit (m)            | 7e        | 2:15.34,24                                                                                       |

### Worstelen
| Olympiër             | Discipline     | Resultaat      | Prestatie |
| Grieks-Romeins       | Grieks-Romeins | Grieks-Romeins | Grieks-Romeins |
| -------------------- | -------------- | -------------- | --- |
| Carlos Alberto Vario | -70kg (m)      | 21e            | 1e ronde: V van FRA Marchand: beslissing 2e ronde: V van JPN Munemura                                                   |
| Julio Graffigna      | -87kg (m)      | 15e            | 1e ronde: V van URS Olenik: fall 2e ronde: V van POL Kwieciński: fall                                                   |
| Daniel Verník        | -97kg (m)      | 11e            | 1e ronde: G van SWE Svensson 2e ronde: V van FIN Malmberg: fall                                                         |
| Vrije stijl          |                |                | |
| Carlos Alberto Vario | -70kg (m)      | 18e            | 1e ronde: V van CUB Lebeque: beslissing 2e ronde: V van IRI Movahed                                                     |
| Julio Graffigna      | -87kg (m)      | 10e            | 1e ronde: W van AFG Dastagir: beslissing 2e ronde: V van USA Peckham: beslissing 3e ronde: V van TUR Gürsoy: beslissing |
| Daniel Verník        | -97kg (m)      | 14e            | 1e ronde: v van IRI Eskandar-Filabi: superieur 2e ronde: V van BUL Mustafov: fall                                       |

### Zeilen
| Olympiër                                 | Discipline | Resultaat | Prestatie                           |
| ---------------------------------------- | ---------- | --------- | ----------------------------------- |
| Alberto Obarrio                          | finn (m)   | 17e       | 125 punten: (DNF-16-13-18-13-8-21)  |
| Roberto Sieburger Jorge Vago             | star (m)   | 20e       | 135 punten: (15-14-19-18-14-19-DNF) |
| Boris Belada Pedro Sisti Héctor Schenone | draak (m)  | 9e        | 92 punten: (15-9-7-5-17-10-11)      |

### Zwemmen
| Olympiër                                                             | Discipline            | Resultaat | Prestatie                                                                                        |
| -------------------------------------------------------------------- | --------------------- | --------- | ------------------------------------------------------------------------------------------------ |
| Luis Nicolao                                                         | 100m vrije slag (m)   | 7e        | serie 2: 1e in 54,6 halve finale 2: 2e in 53,8 finale: 7e in 53,9                                |
| Carlos van der Maath                                                 | 100m vrije slag (m)   | 31e       | serie 5: 5e in 56,4                                                                              |
| Luis Nicolao                                                         | 200m vrije slag (m)   | 14e       | serie 4: 2e in 2.01,8                                                                            |
| Leonardo Baremboin                                                   | 100m rugslag (m)      | 17e       | serie 5: 2e in 1.04,0                                                                            |
| Leonardo Baremboin                                                   | 200m rugslag (m)      | 25e       | serie 3: 7e in 2.25,2                                                                            |
| Osvaldo Boretto                                                      | 100m schoolslag (m)   | 23e       | serie 5: 4e in 1.10,3 halve finale 2: 2e in 53,8 finale: 7e in 53,9 halve finale 2: 7e in 1.11,8 |
| Alberto Forelli                                                      | 100m schoolslag (m)   | 7e        | serie 6: 2e in 1.09,3 halve finale 2: 2e in 1.08,9 finale: 7e in 1.08,7                          |
| Osvaldo Boretto                                                      | 100m schoolslag (m)   | 24e       | serie 4: 5e in 2.38,8                                                                            |
| Alberto Forelli                                                      | 100m schoolslag (m)   | 32e       | serie 2: 4e in 2.41,7                                                                            |
| Luis Nicolao                                                         | 100m vlinderslag (m)  | DNF       | serie 7: 1e in 59,3                                                                              |
| Leonardo Baremboin Alberto Forelli Luis Nicolao Carlos van der Maath | 4×100m wisselslag (m) | 9e        | serie 1: 4e in 4.08,4                                                                            |
|                                                                      |                       |           |                                                                                                  |
| Adriana Comolli                                                      | 100m rugslag (m)      | 29e       | serie 2: 5e in 1.13,8                                                                            |
| María Procopio                                                       | 100m rugslag (m)      | 34e       | serie 4: 6e in 1.15,9                                                                            |
| Patricia Sentous                                                     | 100m rugslag (m)      | 28e       | serie 5: 4e in 1.13,5                                                                            |
| María Procopio                                                       | 200m rugslag (m)      | 27e       | serie 3: 5e in 2.49,2                                                                            |
| Patricia Sentous                                                     | 200m rugslag (m)      | 25e       | serie 5: 6e in 2.41,5                                                                            |
| Adriana Comolli                                                      | 100m vlinderslag (v)  | 26e       | serie 5: 6e in 1.16,5                                                                            |

Afghanistan · Algerije · Amerikaanse Maagdeneilanden · Argentinië · Australië · Bahama's · Barbados · België · Bermuda · Birma · Bolivia · Bondsrepubliek Duitsland · Brazilië · Brits-Honduras · Bulgarije · Canada · Centraal-Afrikaanse Republiek · Ceylon · Chili · Colombia · Congo-Kinshasa · Costa Rica · Cuba · Denemarken · Dominicaanse Republiek · Duitse Democratische Republiek · Ecuador · El Salvador · Ethiopië · Fiji · Filipijnen · Finland · Frankrijk · Ghana · Griekenland · Groot-Brittannië · Guatemala · Guinee · Guyana · Honduras · Hongarije · Hongkong · Ierland · IJsland · India · Indonesië · Irak · Iran · Israël · Italië · Ivoorkust · Jamaica · Japan · Joegoslavië · Kameroen · Kenia · Koeweit · Libanon · Libië · Liechtenstein · Luxemburg · Madagaskar · Maleisië · Mali · Malta · Marokko · Mexico · Monaco · Mongolië · Nederland · Nederlandse Antillen · Nicaragua · Nieuw-Zeeland · Niger · Nigeria · Noorwegen · Oeganda · Oostenrijk · Pakistan · Panama · Paraguay · Peru · Polen · Portugal · Puerto Rico · Roemenië · San Marino · Senegal · Sierra Leone · Singapore · Soedan · Sovjet-Unie · Spanje · Suriname · Syrië · Taiwan · Tanzania · Thailand · Trinidad en Tobago · Tunesië · Turkije · Tsjaad · Tsjecho-Slowakije · Uruguay · Venezuela · Verenigde Arabische Republiek · Verenigde Staten · Vietnam · Zambia · Zuid-Korea · Zweden · Zwitserland